# Korall (färg)

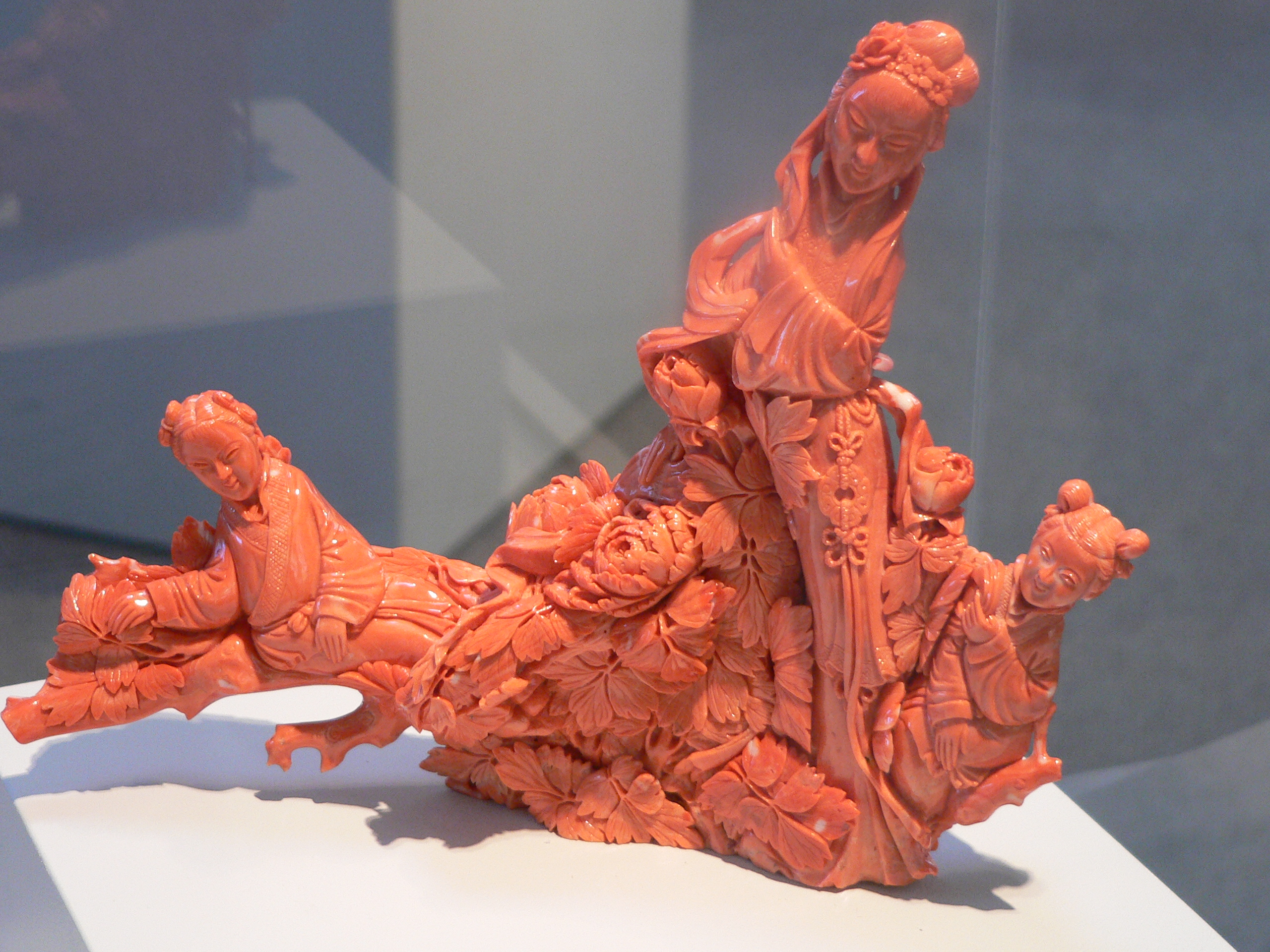
Kinesisk statyett i korall.

Korall eller korallfärg används för orangeröda färger som motsvarar dem hos koraller av arten Corallium rubrum.
Korall var vanlig som modefärg på 1980-talet. Färgexperterna hos Pantone utsåg färgen Living Coral till "årets hetaste färg" för 2019.
Bland HTML-färgerna för bildskärmar (X11) finns en som kallas coral och en som kallas light coral. Deras koordinater visas i vidstående inforutor.